# Roucos
Roucos es un lugar situado en la parroquia de Pena, del municipio español de Cenlle, en la provincia de Orense, Galicia.

## Demografía
| Gráfica de evolución demográfica de Roucos entre 2000 y 2022 |
|                                                              |
| Datos según el nomenclátor publicado por el INE.             |